# Bernos-Beaulac
Bernos-Beaulac là một xã thuộc tỉnh Gironde trong vùng Aquitaine tây nam nước Pháp. Xã này nằm ở khu vực có độ cao từ 46-122 mét trên mực nước biển.